# Daniel Linn Gooch

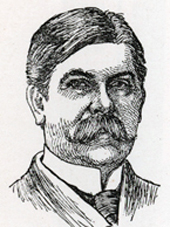
Daniel Linn Gooch

Daniel Linn Gooch (* 28. Oktober 1853 in Rumsey, McLean County, Kentucky; † 12. April 1913 in Covington, Kentucky) war ein US-amerikanischer Politiker. Zwischen 1901 und 1905 vertrat er den Bundesstaat Kentucky im US-Repräsentantenhaus.

## Werdegang
Daniel Gooch genoss eine private Schulausbildung. Danach arbeitete er als Apotheker bzw. als Drogist. Bald wurde er Präsident einer großen Firma, die pharmazeutische Produkte herstellte. Politisch war er Mitglied der Demokratischen Partei. Bei den Kongresswahlen des Jahres 1900 wurde er im sechsten Wahlbezirk von Kentucky in das US-Repräsentantenhaus in Washington, D.C. gewählt, wo er am 4. März 1901 die Nachfolge von Albert S. Berry antrat. Nach einer Wiederwahl im Jahr 1902 konnte er bis zum 3. März 1905 zwei Legislaturperioden im Kongress absolvieren.
Im Jahr 1904 wurde Daniel Gooch von seiner Partei nicht mehr für eine weitere Amtszeit nominiert. Danach zog er sich in seinen Ruhestand zurück. Er starb am 12. April 1913 in Covington und wurde in Dayton (Ohio) beigesetzt.